# Tristan Peersman
Tristan Peersman (Anversa, 28 settembre 1979) è un ex calciatore belga, di ruolo portiere.

## Carriera

### Club
Cresciuto calcisticamente nel Beveren nel 2000 venne ceduto all'Anderlecht, con cui cominciò a giocare solo a partire dal 2004. Dopo la stagione 2005-2006 è stato ceduto al club olandese Willem II con cui è sceso in campo 16 volte in due stagioni.
A giugno 2007 è passato alla società calcistica greca dell'OFI Creta.

### Nazionale
Ha giocato 4 partite con la Nazionale belga nel 2004.